# Array of Low Energy X-ray Imaging Sensors
Array of Low Energy X-ray Imaging Sensors (ALEXIS) bivši je svemirski teleskop za promatranje u mekom rendgenskom svjetlu i ekstremnom ultraljubičastom.
ALEXIS je financiralo američko Ministarstvo energetike kao demonstraciju izvedivosti jeftinih rendgenskih satelita za praćenje nuklearnih pokusa. Razvoj, suradnja između Nacionalnog laboratorija Los Alamos, Nacionalnih laboratorija Sandia, Kalifornijskog sveučilišta, Laboratorija za svemirsku znanost Berkeley i AeroAstro Inc., dovršen je u samo tri godine.

## Izgradnja
ALEXIS ima težinu od 115 kg i bez antene je samo oko 1 m visok. Satelit nosi šest malih teleskopa, svaki s vidnim poljem od 33°, svaki uparen za promatranje područja neba mekim X-zrakama i ekstremnim ultraljubičastim svjetlom, te eksperiment za praćenje radio emisija sa Zemlje. Za razliku od mnogih rendgenskih teleskopa (vidi Wolterov teleskop ), zrcala ALEXIS-a imaju oblik zrcala optičkog teleskopa. Reflektivnost dobivaju od višeslojnog premaza. Razni teleskopi dizajnirani su za refleksiju u uskim energetskim pojasima na energijama od 66 do 93 eV, od kojih su neki podešeni na emisije visoko ioniziranog željeza.

## Povijest misije
ALEXIS je lansiran 25. travnja u Zemljinu orbitu raketom Pegasus iz zraka u zapadnoj zoni zračnog ispuštanja Point Arguello na obali Kalifornije. Zrakoplov nosač B-52 poletio je iz zračne baze Edwards. Nakon starta, morali su se popraviti problemi s kontrolom položaja nakon kvara panela solarnih ćelija. Kontakt se mogao uspostaviti tek nakon tri mjeseca.  Nakon 12 godina u orbiti ALEXIS-ove solarne ćelije i napajanje samo su djelomično radili pa je satelit  29.travnja 2005. stavljen izvan pogona. 

## Vanjske poveznice
- ALEXIS u Encyclopedia Astronautica[poveznica?] (engleski)
- Gunter's Space Page: ALEXIS (P89-1B) (engleski)
- fas.org:  Arhivirana inačica izvorne stranice (Wayback Machine) (engleski)
- eoPortal (ESA): ALEXIS (engleski)